# Jacob Hemelrijk

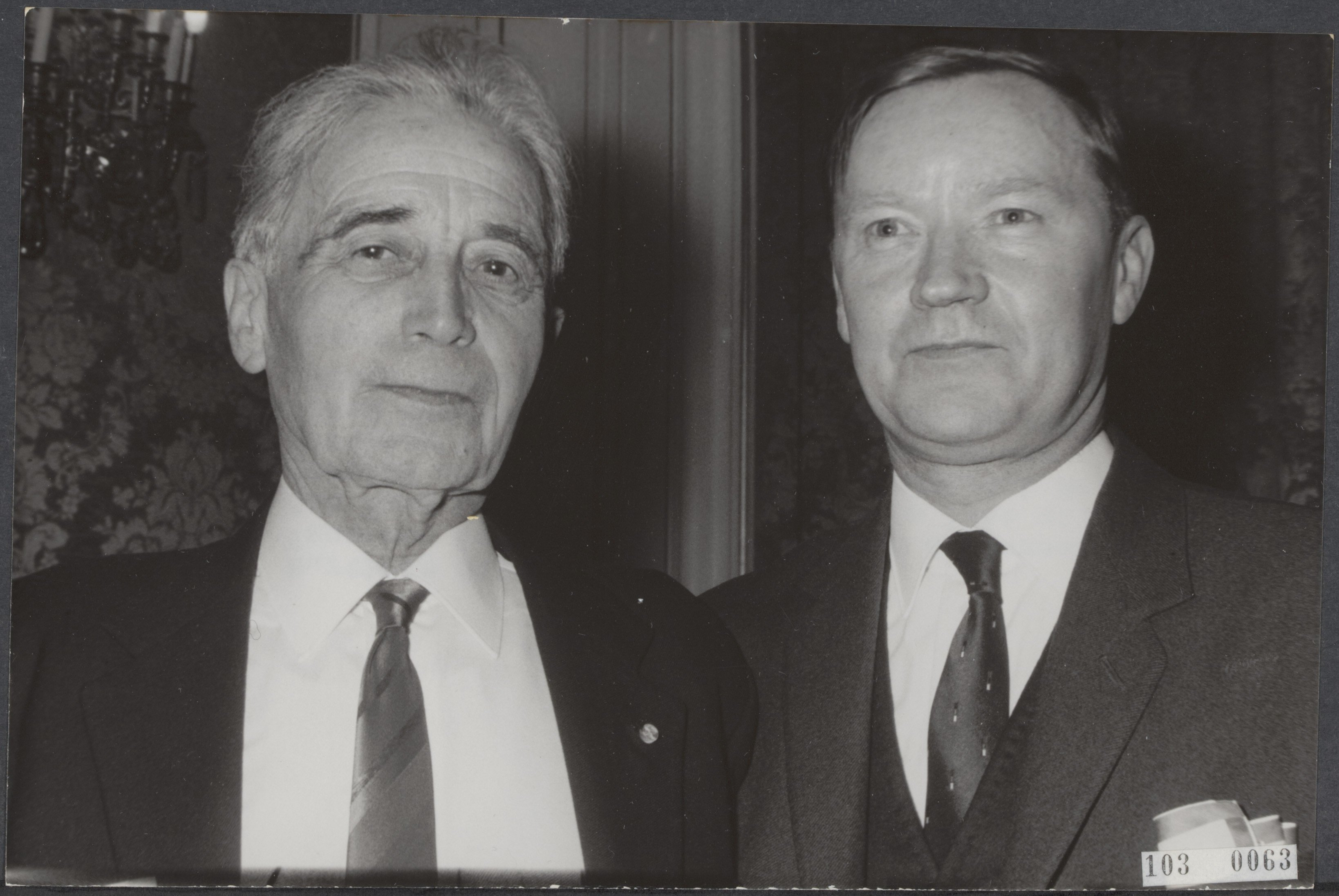
Jacob Hemelrijk (links) mit James Brockway bei der Verleihung des Martinus Nijhoffprijs

Jacob „Jaap“ Hemelrijk sr. (geb. 14. Februar 1888 in Winterswijk; gest. 10. Februar 1973 in Bergen (Noord-Holland)) war Rektor des Murmellius Gymnasiums und Stadtrat im nordholländischen Bergen.

## Leben
Hemelrijk wurde am 14. Februar 1888 in Winterswijk in eine jüdischen Familie geboren. Er hatte vier Schwestern. Nach dem Tod seiner Mutter und der Wiederverheiratung seines Vaters kam eine weitere (Halb-)Schwester hinzu. Sein Vater war von Beruf Hausierer.
Im Jahr 1940 wurde er von den deutschen Besatzern als Schulleiter des Murmellius-Gymnasiums entlassen. Er wurde gezwungen nach Amsterdam zu gehen, wo er am Joods Lyceum unterrichtete. Als die Deportation der Juden begann, tauchte er unter. Er wurde jedoch verraten und im September 1944 verhaftet und in das Konzentrationslager Sachsenhausen und später nach Buchenwald deportiert. Da sein Personalausweis in einem der Lager gefälscht wurde, wussten die Nazis nicht mehr, dass er Jude war, weshalb er für Zwangsarbeit eingesetzt, aber nicht vergast wurde. Er wurde am 11. April 1945 in Buchenwald befreit.